# لیسا نیشیمورا
لیسا نیشیمورا (انگلیسی: Lisa Nishimura؛ زادهٔ ۱۹۷۱ یا ۱۹۷۲ میلادی) تهیه‌کننده فیلم و تهیه‌کننده تلویزیونی ژاپنی‌تبار اهل ایالات متحده آمریکا است. نام او در سال ۲۰۲۰ در فهرست تایم ۱۰۰ قرار گرفت.
از فیلم‌ها یا مجموعه‌های تلویزیونی که وی در آن‌ها نقش داشته‌است، می‌توان به سیزدهمین، کارخانه آمریکایی، شفز تیبل، ببر پادشاه و کشور وحشی وحشی اشاره نمود.